# Plaistow
Это статья о музыкальном коллективе, о станции Лондонского метрополитена см. Плейстоу (станция метро)
Plaistow — швейцарский экспериментальный коллектив, образовавшийся в Женеве (Швейцария) в 2007 году.

## История
Трио образовалось в 2007 году после того как его будущие члены приняли участие в компиляции для независимого лейбла, которая была организована в формате сетевой интернет-записи. Музыканты выяснили, что их творческие взгляды довольно схожи, после чего решили выступать вместе. Ключевыми составляющими концепции проекта являются — свобода импровизации, высокий интерес участников к рок-музыке и современной электронике и коллективная разработка концепций Стива Райха.
Plaistow принципиально не используют в своих выступлениях электронную обработку звука, и тем не менее, музыканты при исполнении добиваются электронного эффекта от традиционных инструментов — рояль, контрабас и ударные, а также используют различные шумовые эффекты.
В 2009 году коллектив выиграл национальную премию «ZKB Jazzpreis», вручаемую лучшим молодым джазовым музыкантам Швейцарии.
В 2014 году коллектив был включён в программу джаз-фестиваля в Монтрё.

## Состав
Текущий состав
- Johann Bourquenez — фортепиано
- Vincent Ruiz — контрабас, бас-гитара
- Cyril Bondi — ударные

Бывшие участники
- Raphaël Ortis — контрабас, бас-гитара

## Дискография
- 2009 — Jack Bambi
- 2010 — The Crow
- 2012 — Lacrimosa
- 2013 — Citadelle
- 2015 — Titan